# Antonio García Pintos

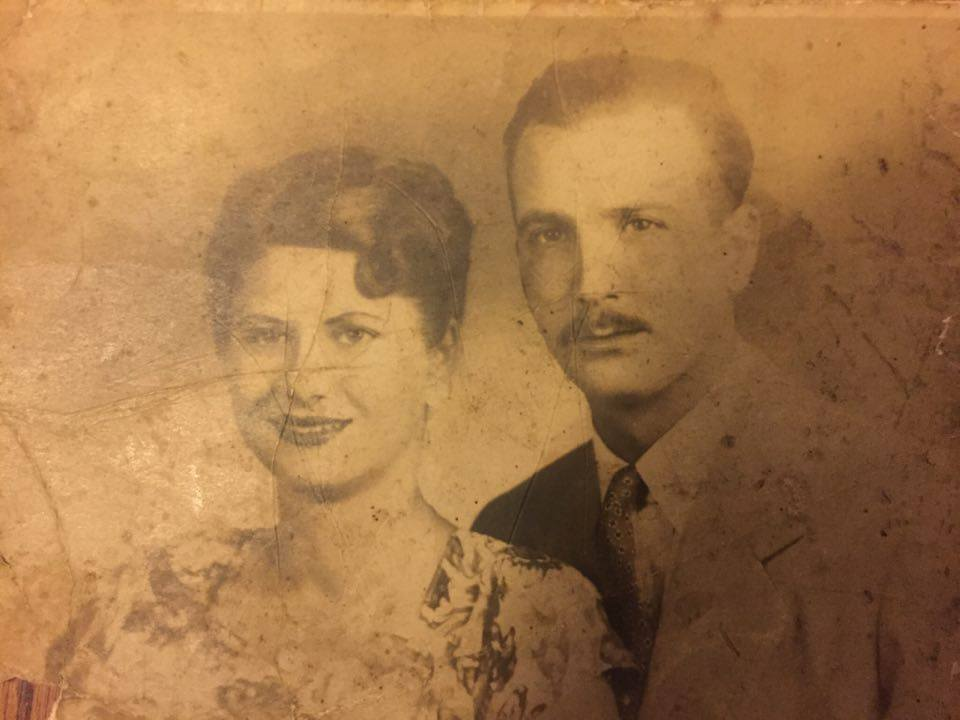
A. García Pintos y Maddalena Perriello

Antonio García Pintos Paladino (“Tuquín”) (Montevideo, 6 de enero de 1920 - Buenos Aires, 18 de octubre de 1974) fue un periodista y editor uruguayo. fue director del semanario Fútbol Actualidad y cofundador de la revista Al rojo vivo, de Montevideo. Además, trabajó en CX 32 Radio Sur, en Retratos al Carbón de CX 16 Radio Carve y Canal 10, El Popular, La idea, y en el semanario Mate Amargo, también de Montevideo. Fue activo miembro en la Asociación de la Prensa Uruguaya.

## Biografía
Durante la década del 40 García Pintos fue cronista del diario «El Día (Uruguay)» (medio de difusión del ala batllista del Partido Colorado). Allí escribió sobre política, deportes y hechos policiales. En este diario también participó en la adaptación del dibujante José Rivera Giacoia de la novela de Acevedo Díaz, Ismael.
En los años 50 fue director de la revista Fútbol Actualidad, donde trabajó en conjunto con Julio César Puppo, "El Hachero" (reconocido cronista de personajes, lugares y costumbres uruguayos), Emilio Lafferranderie (conocido por el sobrenombre de “El Veco”), y Luis Schiappapietra. Hasta el día de hoy la revista es muy valorada y demandada por los coleccionistas.
A comienzos de la década del 60, García Pintos participó de un espacio televisivo en Canal 10 llamado “Al Rojo Vivo”, donde realizó diferentes denuncias políticas y sociales. Al tratarse información que involucraba a famosos empresarios o políticos de la época, los periodistas fueron presionados a limitar sus contenidos. Esto provocó el fin de este espacio pero dio lugar a la creación de la revista homónima, sumamente popular en los años 60. 
Al Rojo Vivo fue una revista de crónica policial y de denuncia política y social, fundada por García Pintos y Schiappapietra en 1965. Entre los números más recordados se destaca la publicación de la cobertura realizada por García Pintos del tiroteo en el edificio Liberaij, en el año 1965 (episodio que dio origen a la novela Plata quemada, de Ricardo Piglia, y a la película homónima), que vendió más de 140.000 ejemplares a solo una hora de estar disponible en los quioscos de diarios y revistas de Montevideo. 
En su segundo editorial, Antonio García Pintos transmitió el espíritu de la publicación: «Son momentos estos de “Al Rojo Vivo” hermosos. Son hermosos porque se cumplen dentro de un clima de idealismo. Sin esperar, en absoluto, la compensación material. No hay dimensión para el trabajo. El día se hace de “25 horas”». Además, celebraron que en su primera edición agotaron los ejemplares a la venta.
El 12 de marzo de 1969 tuvo lugar en Al Rojo Vivo otra publicación memorable, las "12 preguntas a un Tupamaro". Se trata de un documento clave en la difusión de la organización armada porque otorgó la posibilidad de conocer los motivos de su accionar a través de su propia voz.  
En agosto de 1970 fueron clausurados por una edición. En la siguiente edición, García Pintos expresó al respecto:  
"Quizás no haya ataque más grave de la democracia que la agresión a los órganos de publicidad, y el acallamiento por la fuerza de la opinión del periodista, la censura a la libertad de expresión. [...] AL ROJO VIVO fue clausurado porque glosó, en los términos más mesurados, un comunicado de los sediciosos en que éstos explican algunas de sus acciones. Y esa glosa nuestra, como es evidente para todo espíritu equilibrado, tuvo como motivo la necesidad de ir a la pacificación de los espíritus, a buscar atenuar odios y pasiones que están desquiciando la familia uruguaya".
Al Rojo Vivo dejó de editarse a finales del año 1971. Si bien se presume que fue a raíz de la censura, no existe una resolución en el registro de Leyes y Decretos de ese año al respecto. No obstante, existen episodios de censura contemporáneos que no fueron documentados. 
Frente a la censura y la difícil situación social y política del Uruguay, García Pintos se fue a vivir a Buenos Aires, donde trabajó en la Oficina de Prensa Latina, Inter Press Service, y escribió libretos para la radio El Mundo. 
García Pintos se casó con Maddalena Perriello y tuvo tres hijos: Antonio, Orlando y Rosario. En el año 1974 murió en la Ciudad de Buenos Aires a causa de una meningitis y fue velado en la «Asociación de la Prensa Uruguaya».